# Necolio rugifrons
Necolio rugifrons là một loài tò vò trong họ Ichneumonidae.